# Vasér
A Vasér (románul: Vaser, németül: Wasser) a Visó legjelentősebb, jobb oldali mellékfolyója Romániában, a Máramarosi-havasok területén. 

## Futása
Az ukrán–román határ közelében, az 1853 m magas Keresztálló (Jupaina) hegy tövében ered. Meredek völgyében előbb északnyugatnak, majd délnyugatnak tart. Felsővisónál ömlik a hosszabb, de kisebb vízhozamú Visóba. Folyáshossza 62 km. Mellékvizei a Puru, Lostun, Botiz, Novicor, Novác (Novăț) patakok.

## Gazdaság, természetvédelem
Szinte teljes hosszában mellette halad a Felsővisói Erdei Vasút fővonala, ami festői völgyét kedvelt turistacélponttá teszi. A két világháború között a kitermelt fa elszállítására épített 43 km hosszú vasút ma turisztikai célokat szolgál.
2000. március 10-én a heves esőzés és hóolvadás miatt a borsabányai bányavállalat Novác patak völgyében épített zagytározójánál gátszakadás történt, és 10-én éjjel, majd 13-án jelentős mennyiségű cink, ólom és réz került a Vaséren keresztül a Visóba és onnan a Tiszába.

## Települések a folyó mentén
(Zárójelben a román név szerepel.)
- Felsővisó (Vișeu de Sus)